# 샤를 르 장드르
샤를 기욤 조제프 에밀 르 장드르(프랑스어: Charles Guillaum Joseph Émile Le Gendre, 영어: Charles William Le Gendre, 1830년 8월 26일 ~ 1899년 9월 1일)는 미국의 군인이자, 외교관으로, 프랑스의 파리에서 태어나 미국에 귀화하였다. 1872년부터 1875년까지 일본의 외교 고문으로 있던 중 1890년에 조선 공사였던 김가진의 도움으로 조선에 와서 내부의 협판이 되었다. 그는 일본을 배척할 것을 주장하여 조선의 국가 정책에 많은 영향을 주었다. 한국에서는 이선득(李善得)이라는 이름을 썼다. 그의 묘는 양화진 외국인선교사 묘원에 있다.

## 같이 보기
- 이홍장